# Thặng Châu
Thặng Châu (chữ Hán phồn thể: 嵊州市, chữ Hán giản thể: 嵊州市, âm Hán Việt: Thặng Châu thị) là một thành phố cấp huyện thuộc địa cấp thị Thiệu Hưng, tỉnh Chiết Giang, Cộng hòa Nhân dân Trung Hoa. Thành phố Thặng Châu có diện tích 1784 ki-lô-mét vuông, dân số 735.000 triệu người. Mã số bưu chính 312400, mã vùng điện thoại 0575. Về mặt hành chính, thành phố này được chia thành 4 nhai đạo, 11 trấn, 6 hương. Tổng cộng có 47 khu dân cư, 1147 thôn hành chính.
- Nhai đạo: Tam Giang, Lộc Sơn, Diệm Hồ, Dũng Khẩu.
- Trấn: Cam Lâm, Trường Lạc, Sùng Nhân, Tam Giới, Hoàng Trạch, Tiên Nham, Thạch Hoàng, Bắc Chương, Kim Đình, Hạ Vương, Cốc Lai.
- Hương: Thông Nguyên, Nhã Hoàng, Lý Nam, Vương Viện, Quý Môn, Trúc Khê.